# 黎明海豹属
黎明海豹属（学名：Noriphoca）是海豹科下的一个属。

## 下属物种
本属包括以下物种：
- 戈丹氏黎明海豹 Noriphoca gaudini Dewaele, Lambert & Louwye, 2018